# Міжнародні конференції Круглого столу архівів
Міжнародні конференції Круглого столу архівів  (МККСА) – форма професійного спілкування архівістів різних країн світу з питань, що становлять спільний інтерес. У межах діяльності Міжнародної ради архівів (МРА) започаткована 1954 з ініціативи Ш.Бребана. Засідання скликаються щорічно, у період між конгресами МРА, з метою поглибленого професійного вивчення проблем архів. справи. У роботі конференцій беруть участь керівники архівних відомств країн світу, представники професійних асоціацій, члени виконкому МРА, представники Організації Об'єднаних Націй, ЮНЕСКО, спеціально запрошені експерти.
На засіданнях МККСА обговорювалися теми: поняття про архіви, межі архів. справи, обов'язки архівістів (1955); історія архівів та архів. справи (1968, 1996); архіви установ, проблеми взаємозв'язку держ. і відомчих архівів (1955); архіви в держ. системах (1957, 1979); доархівні форми зберігання документів, експертиза цінності, управління адм. архівами (1983); проблеми класифікації та науково-довідкового апарату (1959); проблеми зберігання, будинки і обладнання архівів (1963, 1965, 1987); реставрація та репрографія (1965); інформація й архіви (1965, 1971); архіви літератури і мист-ва (1958, 1975); друковані й аудіовізуальні архіви (1970); проблеми централізації та децентралізації архів. справи (1986); відтворення нац. архів. спадщини (1977, 1994); лібералізація доступу до архівів (1967); питання сигілографії (1968); бюджет архівів та архів. статистика (1973, 1978, 1979); професійна освіта архівістів (1975, 2009); архіви міжнар. орг-цій (1961, 1971); роль архівів в економіці, соціальній історії, дослідженнях історії мист-в (1958, 1959, 1963).
16-ту конференцію проведено в Києві (вересень 1975). В її роботі взяли участь 120 представників нац. архів. служб 35 країн світу, 7-ми міжнар. орг-цій. Гол. темами обговорення були "Підготовка, перепідготовка та просування по службі в архівах" та "Архіви літератури і мистецтва". Перша тема висвітлила досвід України в підготовці кваліфікованих кадрів архівістів на базі Київ. ун-ту (нині Київський національний університет імені Тараса Шевченка). Конференція високо оцінила досвід укр. архівістів в організації централізованого зберігання й використання документів з історії літератури та мист-ва, створення Архіву-музею літератури і мистецтва України, досвід роботи якого став предметом дискусії. Наголошувалося, що створення спеціалізованої установи, котра поєднує функції архіву та музею, зокрема, організація в ньому меморіальних кабінетів видатних діячів укр. к-ри, є унікальним явищем не тільки в СРСР, а й в усьому світі. У рекомендаціях конференції з цього питання вказувалося на необхідність створення при МРА спеціалізованого к-ту з архівів літератури й мист-ва, а також містилася пропозиція винести на розгляд 19-ї сесії ЮНЕСКО питання про посилення координації діяльності архівів, б-к і музеїв із проблем збирання, зберігання та використання документів з історії літератури і мист-ва. Розглядалися також питання проекту єдиної архів. статистики, інформація про діяльність МРА, звіт секретаря конференції тощо.
Результати МККСА висвітлюються в спец. виданні "Протоколи", що виходить від серед. 1950-х рр.